# Can't Slow Down (album van Lionel Richie)
Can't Slow Down is het tweede soloalbum van Lionel Richie, voormalig frontman van de Amerikaanse funkband Commodores. Het verscheen in oktober 1983 op Motown en werd Richies meest succesvolle album ooit. Onder andere Toto-drummer Jeff Porcaro, percussionist Paulinho da Costa, gitarist Louis Shelton en de toen nog onbekende zanger Richard Marx verleenden hun medewerking.   Van de acht nummers zijn er vijf op single uitgebracht. 

## Heruitgaven
Can't Slown Down is tweemaal heruitgegeven; in 2003 bij het twintigjarig jubileum, en in 2018 op Record Store Day.

## Tracklijst
| Nr. | Titel                      | Duur |
| --- | -------------------------- | ---- |
| 1.  | Can't Slow Down            | 4:43 |
| 2.  | All Night Long (All Night) | 6:25 |
| 3.  | Penny Lover                | 5:34 |
| 4.  | Stuck on You               | 3:13 |
| 5.  | Love Will Find a Way       | 6:16 |
| 6.  | The Only One               | 4:21 |
| 7.  | Running with the Night     | 6:01 |
| 8.  | Hello                      | 4:14 |

| Nr. | Titel                                                 | Duur |
| --- | ----------------------------------------------------- | ---- |
| 9.  | All Night Long (All Night) (12" versie)               | 6:42 |
| 10. | Penny Lover (7" single remix)                         | 3:48 |
| 11. | All Night Long (All Night) (12" B-kant instrumentaal) | 6:43 |
| 12. | Running with the Night (12" B-kant instrumentaal)     | 6:57 |

| Nr. | Titel                                    | Duur |
| --- | ---------------------------------------- | ---- |
| 1.  | Can't Slow Down (Afwijkende versie)      | 4:55 |
| 2.  | Ain't No Sayin' No (Onafgemaakte demo)   | 4:57 |
| 3.  | Tell Me (Onafgemaakte demo)              | 4:57 |
| 4.  | All Night Long (All Night) (Demo)        | 7:20 |
| 5.  | Penny Lover (Afwijkende versie)          | 6:24 |
| 6.  | Stuck on You (Demo)                      | 3:00 |
| 7.  | Can't Find Love (Onafgemaakte demo)      | 5:50 |
| 8.  | Love Will Find a Way (Demo)              | 6:35 |
| 9.  | The Only One (Demo)                      | 4:28 |
| 10. | The Groove (Instrumentale interlude)     | 1:15 |
| 11. | Running with the Night (Zonder overdubs) | 6:14 |
| 12. | Hello (Demo)                             | 4:26 |
| 13. | Blues (Outro)                            | 1:12 |